# Aleksander Tyszyński
Aleksander Tyszyński herbu Gozdawa (ur. 1811 w Petersburgu, zm. 1880 w Miassocie) – pisarz, estetyk, krytyk i historyk. Autor głośnego romansu Amerykanka w Polsce (1837), a także licznych prac historycznych i literackich. Jeden z założycieli Biblioteki Warszawskiej, wykładowca Głównej Szkoły Warszawskiej.

## Życiorys
Aleksander Tyszyński urodził się w Petersburgu, gdzie wówczas czasowo zamieszkiwali jego rodzice. Wychowywał się w rodzinnym majątku Miassota, w powiecie wilejskim. W Mołodecznie uczęszczał do szkoły powiatowej, a następnie przez trzy lata studiował prawo i administrację na Uniwersytecie Wileńskim. Po uzyskaniu stopnia kandydata oddziału nauk moralno-politycznych w wieku siedemnastu lat powrócił do Miassoty, gdzie oddał się studiom nad antyczną tragedią i Szekspirem.
W 1837 roku, zainspirowany dziełami Madame de Staël, wydał w Petersburgu Amerykankę w Polsce. Romans ten zwrócił na niego uwagę czytelników oraz krajowych krytyków i myślicieli. Tych ostatnich zainteresował zwłaszcza ustęp O szkołach poezyi polskiéj.
W roku 1838 przybył do Warszawy, gdzie został pracownikiem Komisji Rządowej Spraw Wewnętrznych. W tym czasie pisał także artykuły do wielu lokalnych czasopism naukowych. W trzy lata po przybyciu do stolicy został współzałożycielem Biblioteki Warszawskiej i od 1841 roku pisał również dla niej.
W późniejszym okresie przez kilka lat mieszkał na wsi – aż do roku 1866, kiedy objął katedrę literatury polskiej w Głównej Szkole Warszawskiej. Wykłady prowadził do roku 1869, kiedy to szkołę zamknięto w ramach represji popowstaniowych. Powrócił wówczas do rodzinnej Miassoty i oddał się pracy naukowej, której owocem było dwutomowe dzieło Pierwsze zasady krytyki powszechnej (1870).

## Ważniejsze dzieła
- Amerykanka w Polsce, Petersburg 1837.[1][2]
- Rys historyczny oświecenia Słowian, Warszawa, 1841.[3]
- Morena, czyli powieści blade, Warszawa, 1842.[4]
- Rozbiory i krytyki, Petersburg, 1854.[5][6][7]
- Pierwsze zasady krytyki powszechnej, Warszawa, 1870.[8][9]
- Wizerunki polskie, Warszawa, 1875.[10]